# Amblyothele ecologica
Amblyothele ecologica Russell-Smith, Jocqué & Alderweireldt, 2009 è un ragno appartenente alla famiglia Lycosidae.

## Etimologia
Il nome proprio della specie deriva dal nome composto ecologico, in riferimento alla presenza di questi esemplari in campi coltivati intercolturali, cioè composti da più colture che crescono insieme.

## Caratteristiche
L'olotipo femminile rinvenuto ha lunghezza totale di 5,17mm; la lunghezza del cefalotorace è di 2,17mm; e la larghezza è di 1,67mm.

## Distribuzione
La specie è stata reperita nel Sudafrica settentrionale: l'olotipo femminile è stato rinvenuto nella Roodeplaat Research Station, appartenente alla regione di Mpumalanga.

## Tassonomia
Al 2016 non sono note sottospecie e dal 2009 non sono stati esaminati nuovi esemplari.